# Jelling

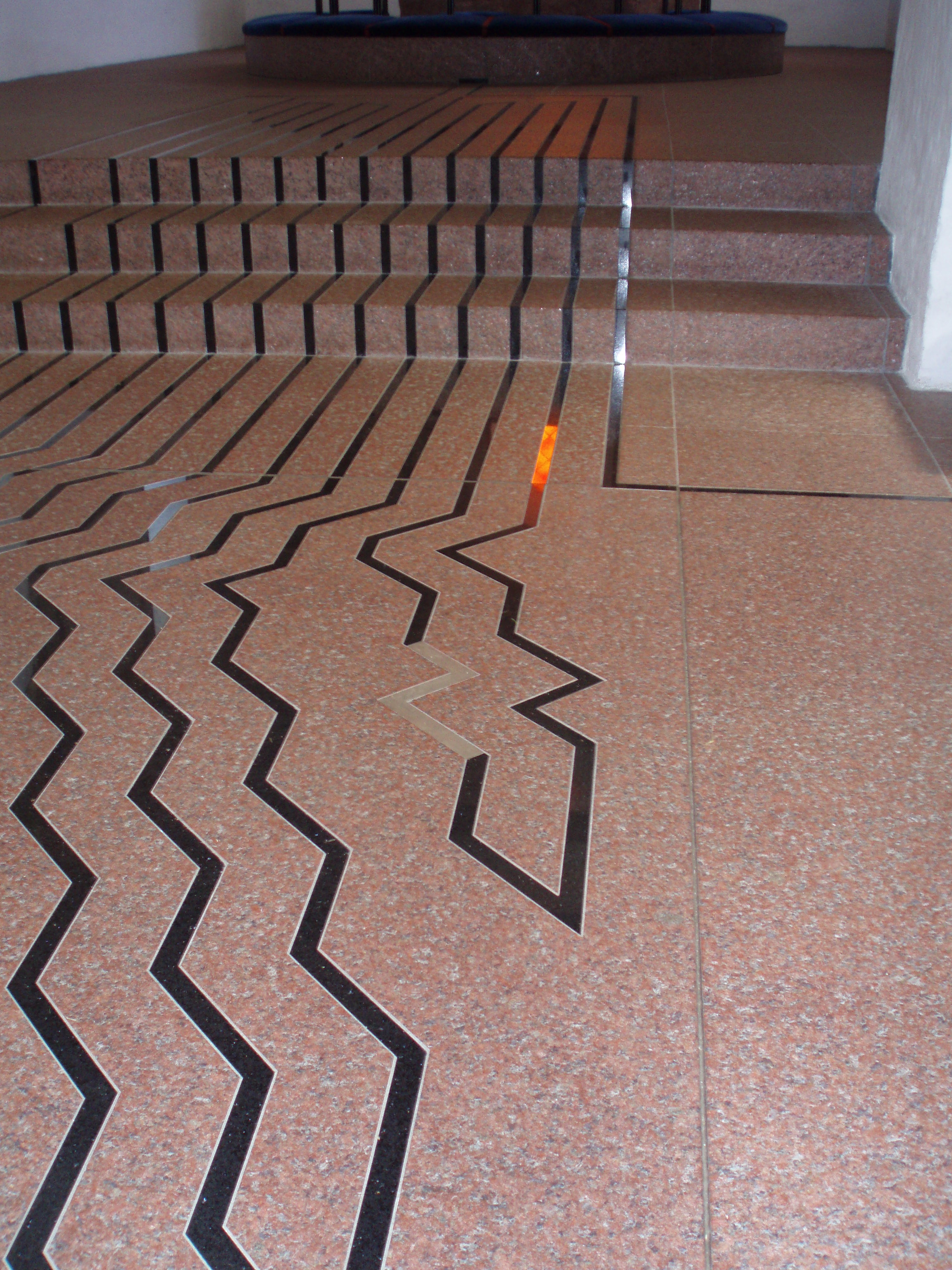
Grób Gorma Starego w kościele w Jelling (miejsce pochówku pod posadzką świątyni oznaczone jest srebrnym zygzakiem będącym fragmentem czarnego ornamentu posadzki)

Jelling – miasto w środkowej Jutlandii w Danii, w gminie Vejle, 3178 mieszkańców (2008). Miasto jest przystankiem na trasie kolejowej Vejle–Holstebro. Znane jest przede wszystkim z kościoła, kurhanów i kamieni runicznych związanych z duńskimi pochówkami królewskimi w X w. Zostały one w 1994 r. wpisane na listę światowego dziedzictwa UNESCO. 

## Kościół w Jelling
Najstarszy, drewniany kościół z X w. spłonął ok. 960–985 r. Na jego miejscu zbudowano jeszcze co najmniej dwie drewniane świątynie, zanim w ok. 1100 r. powstał obecny kościół murowany, romański, do którego później dobudowano gotycką wieżę, a następnie kruchtę. Kościół spłonął w pożarze miasteczka w 1679 r., lecz został odbudowany. W 1874 r. odkryto w świątyni najstarsze freski w Danii z ok. 1080–1100 r. Pod posadzką przed ołtarzem głównym złożono w 2000 r. przypuszczalne szczątki Gorma Starego. Uprzednio, po wydobyciu ich z miejsca oryginalnego pochówku, były one przechowywane w Muzeum Narodowym w Kopenhadze.

## Kamienie runiczne
Przed wejściem do kościoła w Jelling znajdują się dwa kamienie runiczne. Mniejszy z nich, pochodzący z początku X wieku, został postawiony przez pierwszego duńskiego króla Gorma Starego na cześć jego żony. Świadczy o tym napis na kamieniu: Król Gorm stawia ten nagrobek swojej żonie Tyrze pani Danii. Drugi z nich – młodszy o kilkadziesiąt lat – pochodzi z czasów Haralda Sinozębego i widnieje na nim najstarszy wizerunek Chrystusa odnaleziony w Danii.

## Kurhany
W otoczeniu kościoła znajdują się dwa wielkie kurhany, będące największymi obiektami tego typu w Danii. Uważa się, że należą one do króla Gorma Starego i jego żony Tyry, nie zostało to jednak potwierdzone. Średnica kurhanów wynosi ok. 70 m, a oryginalna ich wysokość miała ok. 10 m. Północny kurhan posiada pochodzącą z poł. X w. komorę grobową, która została odsłonięta w 1820 r., podczas wielkiej suszy, kiedy w poszukiwaniu wody wykopano dół w kurhanie. W drewnianej komorze znaleziono trumnę ze zmurszałym wiekiem, które załamało się podczas otwierania, oraz kilka drobnych rozproszonych przedmiotów: pomalowane kawałki drewna, figurki ptaków z brązu i mały srebrny pucharek złocony wewnątrz. Grób został naruszony prawdopodobnie już w czasach wikingów i istnieje przypuszczenie, że dokonano tego w zw. z translacją zwłok Gorma Starego z kurhanu do sąsiadującego z nim kościoła. Południowy kurhan został dokładnie zbadany w 1861 r. i ponownie w l. 40. XX w. Nie znaleziono w nim jednak żadnej komory grobowej, co może świadczyć, że pełnił on jedynie rolę pomnika grobowego, a nie grobu.

## Herb Jelling
Miasto otrzymało herb w 1977 r. Jego autorami byli P. Warming i C.A. Friis. W polu czarnym złoty fantastyczny stwór o głowie gryfa z ogonem i czterema łapami z pazurami. Szyja, tułów i ogon stwora oplecione są srebrnym wężem, z którym stwór zdaje się walczyć. Ornament został zapożyczony z jednego z kamieni runicznych ustawionych przed kościołem w Jelling.